# Дзогчен
Дзогчен (или още Атийога) според школата Нингма на тибетския будизъм, а също и според добудистката традиция Бон, е естественото, изначално състояние на ума и тялото, а също така ученията и медитативните практики водещи до постигането на това състояние. Когато се говори за Дзогчен като постигнато състояние то е синоним на просветлението или състоянието на Буда. Дзогчен (или буквално от тибетски „Великото Съвършенство“) е основното учение в школата Ниингма практикувано и от всички останали школи в тибетския будизъм. Според Дзогчен литературата, това е най-висшият и най-върховен път към просветлението.